# Burgundy School of Business
Pour les articles homonymes, voir BSB.
La Burgundy School of Business (BSB), anciennement École supérieure de commerce de Dijon-Bourgogne (ESC Dijon-Bourgogne), est une école de commerce française fondée en 1899.
L'école, dont le campus principal est situé dans le centre-ville de Dijon, dispose également de locaux à Paris, Lyon et Beaune. Burgundy School of Business est sous le statut établissement d’enseignement supérieur consulaire (EESC).
Burgundy School of Business est membre de la CGE, elle détient les accréditations AACSB, EQUIS AMBA et EPAS (EFMD Programme Accreditation System).

## Historique

### Origine et fondation
À la fin du XIXe siècle, la Chambre de Commerce de Dijon commande un rapport sur la création d'une École supérieure de Commerce, réceptionné en 1898. Ce rapport faisait état de l'absence d'établissement de ce type entre Lyon et Nancy et Orléans et la Suisse. Dans un contexte de forte concurrence pour le secteur viticole, fragilisé par les importations étrangères qui handicapait la relance du vignoble après la dramatique crise phylloxérique, il fut décidé que la future école de commerce devrait non seulement répondre aux besoins de l'industrie en général, mais aussi répondre aux besoins locaux et trouver de nouveaux débouchés le vin produit de la région.
En 1899 est ainsi créée l’École Supérieure de Commerce de Dijon, accueillant une section de chimie  appliquée à l'étude des vins, alcools, terre et engrais. Elle fait partie de la deuxième vague des écoles créées en France, au même titre que celles de Lille, Montpellier, Nantes ou encore Toulouse. Le bâtiment qui l'accueille, construit dans la décennie 1880-1890, est mis à disposition par Léon Gadeault, ancien professeur à l'université, nommé premier directeur de l'école. En 1916 sort une première promotion d'élèves mixte sous la direction d'Auguste Patouret.

### XXesiècle
Dès 1916, le directeur encourage les mobilités internationales de ses élèves : deux places sont ainsi attribuées aux élèves pour des voyages d'études aux États-Unis, et à partir de 1922, une bourse de séjour d'étude à l'étranger est attribuée à chaque major de promotion de premier année[réf. souhaitée]. Après l'accueil pendant la guerre de seize élèves serbes réfugiés en France envoyés par le ministère du Commerce en 1916[réf. souhaitée], l'école accueille toujours plus d'élèves étrangers et décision est prise de créer un institut supérieur commercial pour étudiants étrangers.
En 1961, les élèves lancèrent une nouvelle tradition : les voyages de promo. Celle de 1961 partit en Afrique, celle de 1962 au Canada, celle de 1963 aux États-Unis et au Mexique, puis celle en 1965 en Chine, à peine un an après la reconnaissance de la Chine populaire par la France.
En 1986, l'ESC Dijon rejoint la Conférence des grandes écoles. En 1988 est créé un mastère spécialisé Commerce International des Vins et Spiritueux et, en 1990, un mastère spécialisé Management des Entreprises Culturelles. Le programme Bachelor ACI (bac +3) est ouvert en 1992.

### XXIesiècle
2004 voit l'ouverture d'un campus parisien. En 2009, création de The Entrepreneurial Garden, l'incubateur d'entreprises de l'école.
Historiquement impliquée dans le management du vin et des spiritueux, l’école lance la School of Wine & Spirits Business en 2012 puis, deux ans plus tard, obtient l'accréditation américaine Association to Advance Collegiate Schools of Business (AACSB). L'école fait son apparition dans le classement des meilleurs Master in Management du Financial Times en 2015.
En 2016, L'ESC Dijon-Bourgogne devient Burgundy School of Business (BSB) et change de statut. L’École fait partie des quatre premières écoles — avec HEC Paris, Grenoble EM et Toulouse BS — à adopter le statut juridique d'EESC qui lui octroie plus d'autonomie. Enfin, la même année, BSB obtient l'accréditation EQUIS et celle de l'EFMD (EFMD Programme Accreditation System).
En 2018, BSB (en association avec le LESSAC) crée le Master of Science "Data Science and Organizational Behavior" en partenariat avec le cabinet de consultants PWC[source secondaire souhaitée].
En 2023, BSB décroche l'accréditation AMBA et se positionne dans les 1% des écoles de commerces ayant la triple accréditation[source secondaire souhaitée] EQUIS, AACSB et AMBA.

## Formations
L'enseignement à BSB est composé d'un Master Grande École, d'un Bachelor, de 2 Mastères Spécialisés, de sept MSc, d'un MBA et enfin de l'école School of Wine & Spirits Business.
L'Institution bourguignonne compte 65 professeurs permanents à la rentrée 2016. Ces derniers publient régulièrement dans les revues scientifiques.
- Bachelor Marketing and Business
- Master Grande École
- Mastères Spécialisés, MSc 3e cycles

BSB propose deux Mastères Spécialisés et sept MSc :
- Mastère spécialisé en Commerce International des Vins & Spiritueux (CIVS)
- Mastère spécialisé en Management des Entreprises Culturelles et des Industries Créatives (MECIC Paris)
- MSc International Business Development
- MSc Corporate Finance & Investment Banking
- MSc Arts and Cultural Management
- MSc Global Marketing and Negotiation
- MSc Wine Management
- MSc Digital Leadership
- MSc Data Science and Organizational Behavior (DSOB)
- MBA Wine & Spirits Business

## Vie associative
En 2011, le Campus Comedy Tour (festival d'humour se déroulant sur les campus) naît à BSB,.

## Anciens élèves
En 2017, l'école s'appuie sur un réseau de 15 300 diplômés à travers le monde d'après l'annuaire de BSB Alumni (l'Association des Anciens, tous diplômes confondus). Elle compte 17 anciens élèves dans le Who's Who en 2017. Parmi les anciens élèves de l'école, figurent notamment :
- Gérard Charreaux (1971), professeur émérite à l'université de Bourgogne, pionnier de la recherche en gouvernance en France[14]
- Rémy Jacob (1972), directeur général de la Banque européenne d'investissement[15]
- Michel Neugnot (1974), 1er vice-président du Conseil régional de Bourgogne-Franche-Comté, maire de Semur-en-Auxois (1997-2008)
- Pierre-Jean Bozo (1978), patron de presse et directeur général de l'Union des annonceurs[16]
- Martine Charbonnier (1981), secrétaire générale adjointe de l'Autorité des marchés financiers (AMF)[17]
- Stéphane Baschiera (1983), PDG de Moët & Chandon[18]
- Sylvie Leyre (1986), directrice des ressources humaines de Schneider Electric[19]
- Nicolas Marotte (1986), directeur général d'Innocent France[20]
- Lamine Gharbi (1990), président de la Fédération de l'hospitalisation privée (FHP)[21]
- Nathalie Palladitcheff (1991), présidente d’Ivanhoé Cambridge[22],[23]
- Jean-Marie Tritant (1991), directeur général opérations et membre du directoire d’Unibail-Rodamco[24]
- Jérôme Deliry (1992), écrivain français et avocat d'affaires[25]
- Antoine Lesec (2000), PDG de Being (Groupe TBWA)[26]
- Pierre Croce (2010), humoriste, Youtubeur, comédien
- Dominique Loiseau (2012), restauratrice et présidente de Bernard Loiseau SA[27]
- Ian Boucard (2013), député Les Républicains de la 1re circonscription du Territoire de Belfort[28]